# إبراهيم باباتوندي
إبراهيم باباتوندي (بالإنجليزية: Ibrahim Babatunde)‏ هو لاعب كرة قدم نيجيري في مركز الهجوم، ولد في 29 ديسمبر 1984 في لاغوس في نيجيريا. لعب مع الراسينغ بيروت ونادي بارما ونادي بياتشينزا ونادي بيركيركارا ونادي مونز ونادي هورسينس.